# (14073) 1996 KO1
(14073) 1996 KO1 est un astéroïde de la ceinture principale d'astéroïdes découvert en 1996.

## Description
(14073) 1996 KO1 a été découvert le 17 mai 1996 à la station de Xinglong, dans la province chinoise d'Hebei (Chine), par le Beijing Schmidt CCD Asteroid Program.

### Caractéristiques orbitales
L'orbite de cet astéroïde est caractérisée par un demi-grand axe de 2,46 UA, un périhélie de 2,08 UA, une excentricité de 0,15 et une inclinaison de 5,24° par rapport à l'écliptique. Du fait de ces caractéristiques, à savoir un demi-grand axe compris entre 2 et 3,2 UA et un périhélie supérieur à 1,666 UA, il est classé, selon la JPL Small-Body Database, comme objet de la ceinture principale d'astéroïdes.

### Caractéristiques physiques
(14073) 1996 KO1 a une magnitude absolue (H) de 14,5 et un albédo estimé à 0,257.